# Dioscorea polystachya
Dioscorea polystachya hay còn gọi là Hoài sơn, Sơn dược là một loài thực vật có hoa trong họ Dioscoreaceae. Loài này được Turcz. mô tả khoa học đầu tiên năm 1837.